# Prismatomeris mollis
Prismatomeris mollis är en måreväxtart som beskrevs av William Grant Craib. Prismatomeris mollis ingår i släktet Prismatomeris och familjen måreväxter. Inga underarter finns listade i Catalogue of Life.